# Ivan Perrillat Boiteux
Ivan Perrillat Boiteux est un fondeur français né le 28 décembre 1985 à Annecy. Il remporte la médaille de bronze du relais aux Jeux olympiques d'hiver de 2014 à Sotchi.

## Biographie
Ivan Perrillat Boiteux est né le 28 décembre 1985 à Annecy (Haute-Savoie). Il fait actuellement partie du ski club du Grand Bornand et réside à Saint-Jean-de-Sixt. Il est sponsorisé par Salomon.
Il court sa première compétition officielle en 2004 sur une manche de la Coupe OPA. En décembre 2008, le Français est au départ de sa première course dans la Coupe du monde à La Clusaz (37e). Cet hiver, il commence à enchaîner les bons résultats, finissant par monter sur son premier podium en Coupe OPA quelques mois plus tard à Schilpario.
Il doit attendre 2012 pour retrouver le plus haut niveau et la Coupe du monde, en profitant de cette occasion pour marquer ses premiers points avec une 21e place au quinze kilomètres libre de Rybinsk. Cette année marque aussi son premier titre de champion de France sur quinze kilomètres. Il à l'aise sur les courses marathon, remportant notamment la Foulée blanche en 2012 et 2014.
Pour sa première et seule participation à un championnat du monde, il fait partie du relais 4 × 10 kilomètres des mondiaux de 2013 à Val di Fiemme, relais qui termine à la neuvième place. En fin d'année 2013, il améliore son meilleur résultat en Coupe du monde avec une 19e place au quinze kilomètres de Davos.
Le 16 février 2014, il remporte la médaille de bronze lors du relais 4 x 10 km des Jeux olympiques de Sotchi, courant une portion en style libre, avec l'équipe de France (aussi composée de Jean-Marc Gaillard, Maurice Manificat et Robin Duvillard). Il s'agit de son unique podium dans l'élite et du premier podium français en relais aux Jeux olympiques. En clôture de ces jeux, il prend la treizième place sur le cinquante kilomètres libre, soit son meilleur résultat individuel en carrière.
En décembre 2014, il est vingtième du quinze kilomètres à Davos.
Lors de la saison 2017-2018, il s'impose sur la Transjurassienne, puis monte sur le podium au Tartu Ski Marathon, à l'American Birkebeiner et la König-Ludwig-Lauf, ce qui l'attribue la première place au classement de la Worldloppet Cup. Il prend sa retraite sportive peu après.
Depuis juin 2018, il devient entraîneur au comité Blanc et remplace Christophe Perrillat-Collomb parti entrainer l'équipe de France des moins de 23 ans. Il commence par entraîner les U17-1 et dès la saison suivante encadre le groupe U17 hommes.

## Palmarès

### Jeux olympiques d'hiver
Avec le relais français, également composé de Jean-Marc Gaillard, Maurice Manificat et Robin Duvillard, il remporte la médaille de bronze du relais 4 × 10 kilomètres des Jeux olympiques de 2014 à Sotchi.
| Épreuve / Édition | Sprint | Sprint                           | 15 km                            | 15 km     | Skiathlon 2 × 15 km | 50 km | Relais | Relais    |
| Épreuve / Édition | libre  | classique                        | libre                            | classique | Skiathlon 2 × 15 km | 50 km | libre  | 4 × 10 km |
| JO 2014 Sotchi    | —      | Épreuve inexistante à cette date | Épreuve inexistante à cette date | —         | 40e                 | 13e   | —      | Bronze    |

### Championnats du monde
| Épreuve / Édition           | Sprint                           | Sprint    | 15 km | 15 km                            | Skiathlon 2 × 15 km | 50 km | Relais | Relais    |
| Épreuve / Édition           | libre                            | classique | libre | classique                        | Skiathlon 2 × 15 km | 50 km | Sprint | 4 × 10 km |
| Mondiaux 2013 Val di Fiemme | Épreuve inexistante à cette date | -         | -     | Épreuve inexistante à cette date | -                   | -     | -      | 9e        |

Légende :
- : pas d'épreuve
- — : non disputée par Perrillat Boiteux

### Coupe du monde
- Meilleur classement général : 85e en 2014.
- Meilleur résultat individuel : 19e.

#### Classements par saison
| Saison    | Classement général final | Classement distance |
| 2011-2012 | 139e                     | 87e                 |
| 2012-2013 | 164e                     | 103e                |
| 2013-2014 | 85e                      | 51e                 |
| 2014-2015 | 129e                     | 77e                 |
| 2015-2016 | 146e                     | 94e                 |

### Worldloppet Cup
- 1er du classement général en 2018.
- 2 victoires :
  - Dolomitenlauf en 2017.
  - Transjurassienne en 2018.

### Coupe OPA
- 2e du classement général en 2012.
- 11 podiums, dont 3 victoires.

### Jeux mondiaux militaires
- Le Grand-Bornand 2013
- Médaille d'argent sur le quinze kilomètres libre.

### Championnats de France
Champion de France élite :
- Longue distance : 2013
- Courte distance : 2012 (15 kilomètres)

## Décorations
- Chevalier de l'Ordre national du Mérite en 2014[5]